# Налбандян, Геворг
Геворг Налбандян (арм. Գևորգ Նալբանդյան, амх. ኬቮርክ ናልባንድያን; 1887, Антеп, Османская империя — 5 мая 1963, Аддис-Абеба) — композитор и дирижёр, автор музыки государственного гимна Эфиопской империи.
Уроженец Антепа, Налбандян был учителем музыки и хормейстером сперва в родном городе, а затем в Килисе. Во время геноцида армян Налбандян был депортирован в Хаму.
Впоследствии Налбандян переехал в Иерусалим, где руководил духовым ансамблем, оркестрантами которого были армянские сироты. В 1924 году этот оркестр приветствовал прибывшего в Иерусалим регента Эфиопии Тэфэри Мэконнына (будущего императора Хайле Селассие). В этом же году по приглашению регента оркестр вместе со своим руководителем переехал в Аддис-Абебу, став первым в Эфиопии духовым ансамблем европейского образца. Репертуар оркестра, игравшего на официальных мероприятиях (парадах, похоронах, приёмах иностранных гостей), включал марши, гимны иностранных государств, а также арии из популярных французских оперетт. Кроме того, оркестр исполнял «эфиопские песни», аранжированные Налбандяном.
В 1926 композитор написал музыку для первого государственного гимна Эфиопии. Официальный статус закрепился за мелодией в 1930 году, когда гимн был исполнен на коронации Хайле Селассие, и сохранялся до свержения монархии в 1974 году. Налбандян также писал для музыкального театра, выступая не только в качестве композитора, но и драматурга.
Во время итальянской оккупации Эфиопии Налбандян был сослан в Эритрею. После освобождения Эфиопии руководил военными духовыми оркестрами, имел звание капитана. В 1946 году был назначен директором департамента развития музыки и театра при муниципалитете Аддис-Абебы. В 1963 году умер в Аддис-Абебе в возрасте 76 лет.
Его племянник Нерсес Налбандян — эфиопский музыкант, композитор, заложивший основы современной эфиопской музыки.